# Marija Prymačenko
Marija Oksentiïvna Prymačenko (in ucraino Марія Оксентіївна Примаченко?; Bolotnja, 12 gennaio 1909 – 18 agosto 1997) è stata una pittrice ucraina esponente della pittura popolare e dello stile naif dell'Ucraina. 
Artista autodidatta, si è occupata di pittura, ricamo e ceramica.
Nel 1966 ricevette il Premio nazionale ucraino intitolato a Taras Ševčenko e nel 1988 fu nominata Artista del popolo della RSS Ucraina. L'Organizzazione delle Nazioni Unite per l'Educazione, la Scienza e la Cultura (UNESCO) le ha dedicato l'anno 2009. Le sono intitolate una strada a Kiev e un pianeta minore. Dopo aver visitato una sua mostra a Parigi, Pablo Picasso dichiarò: "Mi inchino davanti al miracolo artistico di questa brillante ucraina".

## Biografia
Marija Oksentiïvna Prymačenko nacque in Ucraina da una famiglia di contadini e trascorse l'intera vita nel villaggio di Bolotnja, nel distretto di Ivankiv, nell'Oblast di Kiev, situato a soli 30 chilometri da Černobyl'. Prima di ammalarsi di poliomielite, malattia che la rese disabile, frequentò per quattro anni la scuola. La malattia ebbe un impatto sulla sua vita e sulla sua arte.
Durante l'infanzia, la madre di Prymačenko le insegnò il ricamo e tra la fine degli anni Venti e l'inizio degli anni Trenta fu membro dell'Associazione di ricamo cooperativa di Ivankiv. Il suo talento fu notato dall'artista Tetiana Floru, che nel 1935 invitò Prymačenko a lavorare presso il Laboratorio sperimentale centrale del Museo di arte ucraina di Kiev.
A Kiev, Prymačenko si sottopose a due operazioni che le permisero di restare in piedi da sola. In città incontrò anche il suo partner Vasyl Marynčuk. Nel marzo 1941 nacque il loro figlio Fedir Prymačenko. Prymačenko e Marynčuk non ebbero il tempo di sposarsi prima che lui partisse per la guerra. Non tornò, morendo in Finlandia. Nello stesso periodo il fratello di Prymačenko fu ucciso dai nazisti e lei decise di tornare a Ivankiv, lavorando in una fattoria collettiva. Il figlio Fedir divenne a sua volta un artista popolare e un maestro dello stile naïf; morì nel 2008 e venne sepolto accanto a sua madre. Anche i nipoti di Prymačenko, Petro e Ivan, divennero artisti.

Chaplin selvaggio. 1977, su francobollo ucraino

Bestia di piselli, 1971, su francobollo ucraino

La prima Mostra Repubblicana di Arte Popolare, del 1936, espose i dipinti di Prymačenko. Questa mostra fu presentata a Mosca, Leningrado e Varsavia. Nel 1937 le opere dell'artista furono esposte a Parigi, dove acquisì una certa notorietà.
Le opere di Prymačenko erano ispirate dalle tradizioni popolari ucraine, in particolare della regione della Polesia. Includono riferimenti al mondo naturale e alle fiabe. Negli anni Trenta, Prymačenko passò dal ricamo alla pittura e le sue opere di questo periodo sono dipinte su sfondi bianchi. Sviluppò uno stile di disegno audace ed espressivo, combinando motivi tradizionali ucraini in modi nuovi.
Tra gli anni Sessanta e Ottanta il suo stile continuò a svilupparsi, con dipinti che assumono una tavolozza di colori sempre più vibranti e una nuova scelta di sfondi luminosi per le sue opere. In questo periodo passò dall'acquarello al guazzo. Negli anni Settanta Prymačenko iniziò anche a scrivere brevi frasi o proverbi sul retro delle sue tele, riferiti all'argomento dell'opera.
Tra le sue opere artistiche si possono menzionare: Leone fra i funghi moscai, Uccello che nutre la sua famiglia, Gallina selvatica nel vigneto, Ubriacona che cade per strada.

## Premi e riconoscimenti

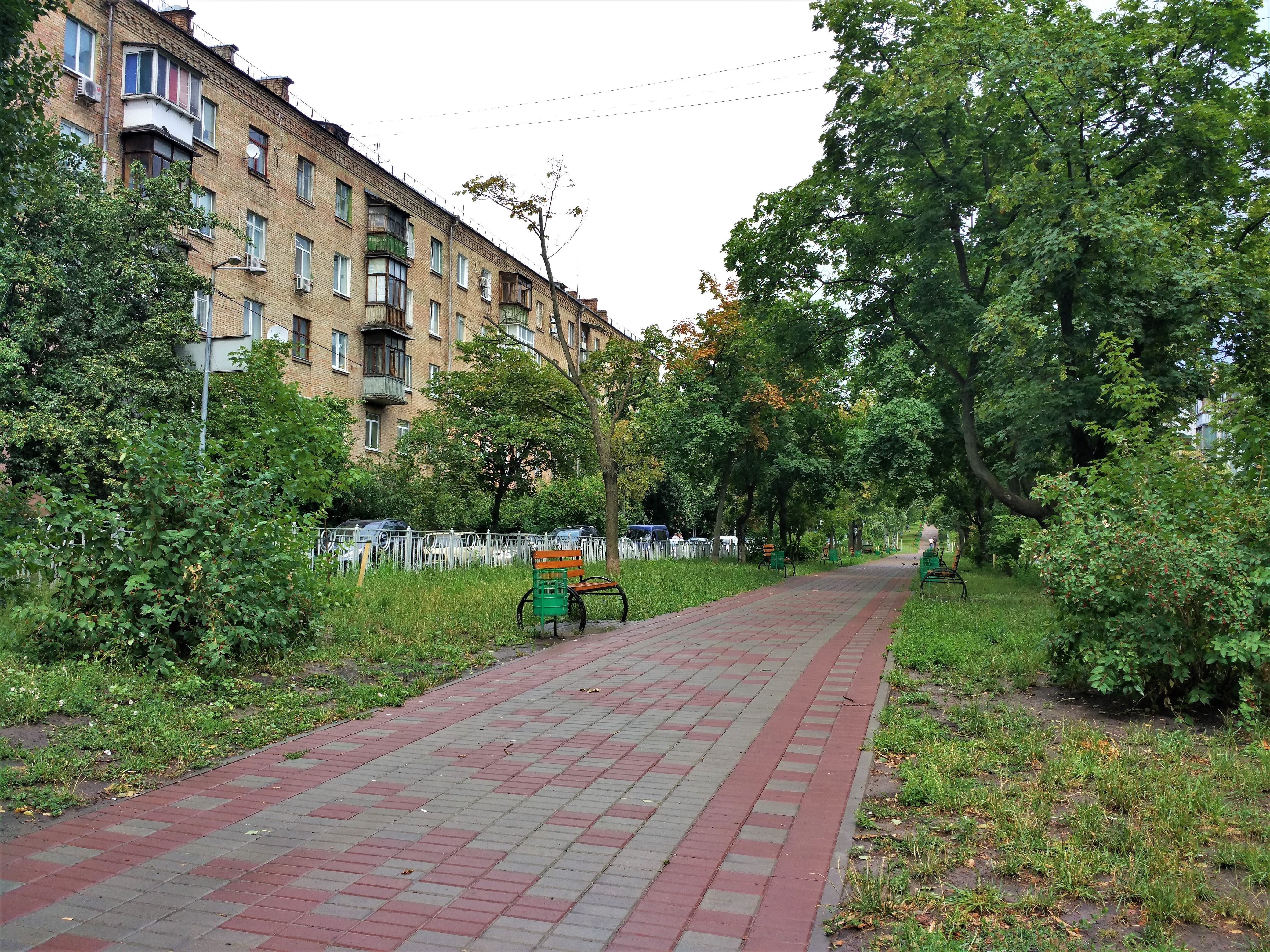
Viale Marija Prymačenko, Kiev

Nel 1960 fu insignita dell'Ordine del distintivo d'onore, nel 1966 ricevette il Premio nazionale ucraino intitolato a Taras Ševčenko, nel 1970 fu nominata Artista benemerita e nel 1988 Artista del popolo della RSS Ucraina. L'Organizzazione delle Nazioni Unite per l'Educazione, la Scienza e la Cultura (UNESCO) ha dedicato il 2009 a Maria Prymačenko. Nello stesso anno le è stato intitolato il viale Lichačev a Kiev.
Pablo Picasso, dopo aver visitato una mostra di Prymačenko a Parigi, dichiarò: "Mi inchino davanti al miracolo artistico di questa brillante ucraina".

## Cultura di massa
Le composizioni di Prymačenko sono state esposte in tutta l'ex Unione Sovietica, in Ucraina e in altri paesi, tra cui Polonia, Bulgaria, Francia e Canada. I suoi album sono stati pubblicati ampiamente in tutto il mondo. Il suo dipinto Rat on a Journey è stato copiato dalla famosa designer finlandese Kristina Isola in un disegno di tessuto Folks in the Woods, utilizzato anche da Finnair per la decorazione degli aerei. Il suo lavoro è apparso su francobolli e monete dall'Ucraina.
Nel 1998 le è stato intitolato il pianeta minore (142624) Prymachenko, da parte di KIym Čurjumov.
Oltre 650 opere di Prymačenko sono conservate nella collezione del Museo nazionale di arti decorative popolari.

## Distruzione di opere
Il Museo di storia e storia locale di Ivankiv, dove erano conservate diverse opere di Prymačenko, è stato bruciato durante l'invasione russa dell'Ucraina nel 2022, con la presunta perdita di 25 delle sue opere. Tuttavia, secondo un post sui social media della giornalista Tanja Gončarova, la gente del posto è riuscita a salvare alcune delle opere di Prymačenko dal fuoco.
Vlada Litovčenko, direttrice della Riserva storica e culturale di Vyšhorod, ha osservato che il museo ospitava non solo le opere di Prymačenko, ma anche altri artisti ucraini, come Hanna Veres.